# Полемика вокруг биопсихиатрии
Под полемикой вокруг биопсихиатрии понимаются дискуссии о правильной научной точке зрения на теорию и практику в психиатрии. Как считают многие критики, недостатком традиционной психиатрии является преобладание биомедицинской модели, аналогичной той, что господствует в соматической медицине. Критика исходит от разрозненных групп, таких как антипсихиатрическое движение, и отдельных учёных.
На протяжении столетий медицина вырабатывала всё новые методы для лечения разнообразных болезней. При этом биологическая психиатрия (биопсихиатрия) стремится найти биологические причины психических нарушений и разработать способы лечения преимущественно соматического характера. Некоторым критиками такой подход определяется как негибкий, плоский и механистический, направляющий медицинские исследования на обнаружение только генетических или нейрофизиологических факторов социальных отклонений. По мнению некоторых критиков, слишком материалистический подход, сутью которого является назначение психотропных препаратов в качестве лечения психических расстройств, переключает внимание с проблемных отношений в семье на мнимый биохимический дисбаланс в теле пациента.

## Критика биологического редукционизма в психиатрии. Отдельные мнения
По определению известного российского психиатра президента Независимой психиатрической ассоциации Ю. С. Савенко, редукционизм представляет собой «сведение конкретных явлений, их существа и порождающих их причин к определённым факторам какого-то одного рода: физико-химическим, биологическим, психологическим либо социокультуральным». В результате многомерное сводится к одномерному, сложное и высокоорганизованное — к элементарному, и т. п. Редукционизмом, по сути, являются «различные формы чрезмерного обобщения, абсолютизации того или иного фактора», во многих случаях он приводит к вульгаризации. Как отмечает Савенко, в психиатрии «изначальное сведение сущности психических заболеваний к духовной причине, к „греху“ сменилось психологическим и биологическим редукционизмом: первоначально неврологическим, эндокринологическим, биохимическим, затем физиологическим и — параллельно — психоаналитическим», а в конце XX столетия — социологическим, социокультуральным и вновь религиозным. В качестве одного из примеров Савенко приводит цитату из «Руководства по психиатрии» 1983 года, в котором А. В. Снежневский писал, что самым адекватным принципом классификации психопатологических симптомов является «физиологический, соответствующий структуре рефлекторной дуги».
Как отмечал доктор философских наук, ведущий сотрудник Института философии РАН П. Д. Тищенко, в организации психиатрической службы и в профессиональном образовании преобладает опора на фармакотерапию и значительно меньшую роль играют личностно ориентированные методы лечения; будущие психиатры не получают серьёзного образования в области современной философии и психологии.
Известные американские психиатры О. Виггинс и М. Шварц в статье «Кризис современной психиатрии: потеря личности» утверждают, что для нынешнего состояния психиатрии характерна излишняя медикализация, игнорирование философии и гуманитарных дисциплин. Понимание психического расстройства и человека в психиатрии (в отличие от времени, когда психиатрия зарождалась) излишне сужено и абстрактно, отсутствует концепция психического здоровья и адекватное понимание многих психических расстройств, а способы лечения сведены большей частью к медикаментозной и поведенческой терапии. Кризис в психиатрии приводит к утрате гуманитарных и этических основ понимания лиц с психическими расстройствами, вследствие чего психиатрия может легко стать служанкой различных внешних сил, что в нынешнее время и происходит: психиатрия оказывается служанкой экономических целей системы здравоохранения. В свою очередь, это приводит к ещё большему редукционизму: пациенту уделяют всё меньше времени, и исследований фармакотерапии проводится гораздо больше, чем любых других видов лечения. О. Виггинс и М. Шварц указывают также, что пациент больше не рассматривается целостно, не рассматривается как личность; его проблемы сводятся к списку патологических симптомов, воспринимаемых в первую очередь как имеющие биологические причины. Вследствие этого редукционизма психиатры не могут проводить различие между нормальными и патологическими особенностями жизни человека, рассматривать патологические особенности жизни пациента в более широком контексте его личности и социокультурном контексте, адекватно учитывать психологические и социальные факторы, влияющие на возникновение проблем пациента и поддерживающие эти проблемы.
По мнению известного российского психиатра доктора медицинских наук, заслуженного деятеля науки Российской Федерации, члена-корреспондента СО РАН высшей школы, почётного профессора Новосибирского государственного медицинского университета Ц. П. Короленко, в современной психиатрии господствует биомедицинская парадигма, исходящая из представления о том, что психические нарушения всегда вызываются специфическими мозговыми заболеваниями. При этом, как отмечает Ц. П. Короленко, психические болезни фактически приравнивают к соматическим болезням, вызываемым биологическими факторами. Игнорируется влияние социальных и культурных факторов на развитие психических расстройств; согласно господствующим в психиатрии взглядам, психические болезни, так же как сердечно-сосудистые, эндокринные и другие соматические заболевания, одинаковы во всём мире и не зависят от социокультурных различий. Психиатры, придерживающиеся строго биологических взглядов на проблему психических расстройств, игнорируют факты, не вписывающиеся в рамки этих представлений, не имеют возможности предложить гипотезу или разработать теорию, если последние не согласуются с биомедицинской парадигмой или тем более подрывают её. Эта ситуация создаёт неблагоприятные условия для понимания проблем, связанных с психическими расстройствами, в современном мире, и негативно сказывается на различных областях психиатрии:299.
По мнению, высказанному Ц. П. Короленко, кризис биомедицинской парадигмы особенно выражен в той области психиатрии, которая занимается изучением деструктивного поведения. Так, при выставлении диагнозов психических расстройств детям и подросткам с антисоциальным поведением не учитывается информация о семейной ситуации, наличие психической и/или физической травматизации, не учитываются особенности воспитания, социальной среды и др. Распространено неверное убеждение, что агрессивные антисоциальные паттерны поведения развиваются, как правило, вследствие биологической дисфункции, генетически заложенной у ребёнка либо же приобретённой им в результате органического повреждения мозга. Часто не учитываются такие факторы, как бедность, расизм, недостаточное образование, плохие родительская опека и воспитание:300—301.
Односторонний биомедицинский диагноз этих нарушений может приводить к неблагоприятным последствиям, в том числе длительным негативным социальным последствиям для детей с психическими расстройствами (в частности, влияние диагноза на взаимоотношения с окружающими и на развитие тревожных и депрессивных нарушений) и игнорированию возможности научного анализа социальных причин психических расстройств. Например, антисоциальное поведение у детей в условиях детских домов, обусловленное неблагоприятными социальными факторами, нередко объясняют ошибочно органическими заболеваниями головного мозга или врождённым слабоумием. Влияние социальных факторов на деструктивное поведение очень значимо и у детей, растущих в семьях (нельзя игнорировать, в частности, такие факторы, как антисоциальные родители и/или родственники, насилие в семье, инцестные отношения):301—302.

## Современное состояние исследований в биопсихиатрии
Научные исследования в области биопсихиатрии установили, что причиной ряда психических расстройств являются обратимые нарушения функций мозга, а также в значительной степени генетические факторы (хотя в отношении последних были получены результаты исследований, говорящие только о сопутствующем, а не о причинном характере данных факторов). Кроме того, были установлены механизмы действия некоторых препаратов, эффективных при лечении отдельных расстройств. Тем не менее организаторы биопсихиатрических исследований, по их собственному признанию, всё ещё не могут определить чёткие биологические маркеры возникновения тех или иных психических нарушений.

### Генетические факторы
По мнению некоторых исследователей, причиной психических расстройств и наркомании являются небольшие генетические отклонения. Существуют исследования, показывающие значительную связь между отдельными геномными участками и наличием психического расстройства. Однако на сегодняшний день только в отношении нескольких геномных связей было признано, что они являются причиной психических нарушений.
Причина несостоятельности генной теории — чрезвычайная сложность связи между генной структурой и психическими состояниями. Некоторые исследователи утверждают, что сторонники биопсихиатрии используют генетическую терминологию ненаучным образом для подкрепления своих построений. Указывалось, что сторонники биопсихиатрии уделяют неадекватно большое внимание генетике лиц с психическими проблемами в ущерб изучению социальной среды лиц, выросших в чрезвычайно неблагополучных семьях или обществах.
По мнению профессора Медицинского центра Маастрихтского университета и члена рабочей группы по разработке раздела психотических расстройств DSM-5 Джима ван Оса, шизофрения не является генетически наследуемым заболеванием. В статье ван Оса «Среда и шизофрения» (англ. The environment and schizophrenia), написанной в соавторстве с двумя коллегами и опубликованной в 2010 году в журнале Nature, говорится, что возникновение и развитие шизофрении до сих пор остаются непонятыми, невзирая на все обнаруженные гены, которые, как предполагается, причастны к этому расстройству. Факторы среды, такие как жестокое обращение и психическая травма в детском возрасте, употребление продуктов конопли, социальное исключение меньшинств и проживание в условиях большого города, повышают вероятность возникновения шизофрении даже у людей без повышенной генетической предрасположенности к развитию этого расстройства.
Как отмечает ван Ос, всё больше и больше учёных сомневаются в существовании генетических предпосылок шизофрении. Он указывает, что всё больше результатов приносят исследования среды, а внимание к генам уменьшается. В статье, опубликованной в специальном выпуске Nature, посвящённом шизофрении, ван Ос пишет о взаимодействии генетических и средовых факторов. В своём интервью ван Ос указал:
Редакция Nature попросила нас и ещё двух критиков генетического подхода изложить на бумаге наши мысли о шизофрении именно по причине отсутствия движения вперед в области биологических исследований в психиатрии. Каждую неделю можно прочитать в газетах о новом открытии, которое всё изменит коренным образом. Читатель не понимает, что открыт уже пятидесятый ген шизофрении, или что аномально засветился уже который отдел головного мозга у пациента с шизофренией. Нейросканирование в целом пока тоже дало немного. «Биооптимизм» иссяк, и требуется иной подход.

### Биохимические факторы
Теория химического дисбаланса утверждает, что главной причиной психических нарушений является дисбаланс веществ в мозге и что этот дисбаланс можно устранить посредством назначения препарата, корректирующего определённый дефицит. В рамках данной теории заявляется, что эмоции в пределах «нормы» соответствуют «правильному» нейрохимическому балансу, а крайне ненормальные эмоции, такие как клиническая депрессия, отражают дисбаланс. Эта концепция подвергалась критике в психиатрии, хотя другой убедительной гипотезы не было предложено.
Эллиот Валленстайн, психолог-невролог и известный критик биопсихиатрии, указывает, что многие масштабные допущения и утверждения по поводу химического дисбаланса, повсеместно распространённые в современной психиатрии, не подтверждаются никакими исследованиями.

## Влияние экономических факторов на психиатрическую практику

### Влияние фармацевтической индустрии на психиатрию
По данным некоторых исследований, студенты медицинских специальностей и пациенты в медицине подвергаются незаконному влиянию со стороны фармацевтических компаний из-за участия этих компаний в учебных программах медицинских образовательных учреждений.
При проведении сравнительных исследований действия антидепрессантов и плацебо выяснилось, что антидепрессанты по своему терапевтическому эффекту очень мало превосходят плацебо. При сравнительном анализе эффективности шести наиболее популярных антидепрессантов, выпущенных в продажу между 1987 и 1999 годами, выяснилось, что количество случаев улучшения самочувствия при приёме антидепрессанта всего на 20 % превосходило количество случаев улучшения самочувствия при приёме плацебо, а при повышении дозы антидепрессанта эффект улучшения не отличался от эффекта при низкой дозе.
В одном исследовании рекламы антидепрессантов указывалось, что, несмотря на отсутствие чётких данных о связи психических расстройств с «химическим дисбалансом» мозга, фармкомпании широко используют для рекламы своих препаратов тему «химического дисбаланса» и возможности его корректировки посредством антидепрессантов. Было также показано, что мотивация врачей и пациентов в значительной степени обусловлена рекламой и что пациентам может быть навязана медикаментозная терапия даже в случаях, когда предпочтительными являются другие способы лечения.

## Мнение антипсихиатров по поводу биомедицинской парадигмы
По утверждению редакторов получившей широкую известность книги «Модели безумия» Дж. Рида, Л. Мошера и Р. Бенталла, впервые вышедшей в 2004 году, идея о том, что «психическое заболевание» является таким же, как и любое другое, не подтверждается результатами исследований и негативно влияет на тех, на ком лежит клеймо «психического заболевания». Эта идея вызывает неоправданный пессимизм в отношении шансов на излечение и провоцирует игнорирование реальных проблем, существующих в жизни лиц с психическими расстройствами и их семей, а также в окружающем их обществе, — проблем, которые реально могут влиять на возникновение психических расстройств. Она провоцирует неоправданно частое применение психотропных препаратов и электросудорожной терапии, несмотря на высокий риск, связанный с ними:31. Игнорирование того факта, что психические проблемы возникают из-за реальных жизненных обстоятельств, препятствует развитию профилактических программ, направленных на улучшение качества жизни детей, подростков и их семей:33.
Рид, Мошер и Бенталл также критикуют получивший распространение с 1970-х годов так называемый «биопсихосоциальный» подход, который, по их словам, лишь создаёт иллюзию баланса и интеграции существующих моделей, однако реально представляет собой колонизацию психологической и социальной модели биологической. В рамках биопсихосоциального подхода игнорируются исследования, доказавшие значительную роль в этиологии безумия психической травмы, стрессовых факторов и других жизненных обстоятельств. По мнению сторонников биопсихосоциального подхода, социально-стрессовые факторы играют роль в возникновении безумия только в том случае, если существует соответствующая генетическая предрасположенность, и жизненные события играют лишь роль спускового крючка, а основной причиной является наследственность:32.
В книге «Миф душевной болезни: Основы управления личностью» Томаса Саса, впервые вышедшей в 1961 году, утверждается, что психическое заболевание является общественной конструкцией, созданной врачами, и что этот термин представляет собой метафору: любое заболевание должно представлять собой объективно доказуемую биологическую патологию, а психические заболевания не соответствуют этому критерию. Поскольку психиатрия, в отличие от других областей медицины, полагает своим объектом исследования, как указывает Сас, мышление и поведение, а не биологическую структуру — мозг, то психическое заболевание не диагностируется с помощью исследований клеток, тканей или органов, а идентифицируется как условно заданная, в каждом случае по-разному выраженная и оцениваемая совокупность особенностей мыслительной и поведенческой деятельности. О психическом заболевании нельзя говорить как о реально существующей вещи, поскольку нельзя наблюдать, что происходит с самой психикой.
По Сасу, то, что психиатры называют «психическим заболеванием», в действительности является отклонением от конвенциональной реальности (consensus reality) или общепринятой этики. Т. Сас утверждает, что психические заболевания, состояния безумия и многие преступления создаются, то есть определяются как таковые, контролирующими силами культуры, морали и взглядами так называемого «реального мира», распространяемыми мировой наукой, религией и правительствами — наподобие, например, понятий «ереси», «язычества» и «грешников» до времён промышленной революции. Психиатрия используется как инструмент власти, а понятие психического заболевания — как оправдание насильственного психиатрического вмешательства, поскольку насильственное вмешательство в психиатрии опирается на понятие психического заболевания точно так же, как теистическая религия опирается на понятие Бога и религиозные догматы.

### Критика со стороны психологов и медиков
- Big Pharma and American Psychiatry: The Good, the Bad, and the Ugly, American Psychiatric Association president Steven S. Sharfstein.
- Against Biologic Psychiatry (недоступная ссылка) — an article by David Kaiser, M.D., in Psychiatric Times (1996, Vol. XIII, Issue 12).
- Challenging the Therapeutic State — special issue of The Journal of Mind and Behavior (1990, Vol.11:3).
- Letter of Resignation from the American Psychiatric Association — from Loren R. Mosher, M.D., former Chief of Schizophrenia Studies at the National Institute of Mental Health.
- Memorandum from the Critical Psychiatry Network to the United Kingdom Parliament Архивная копия от 8 февраля 2017 на Wayback Machine — Written evidence to the House of Commons Select Committee on Health, April 2005.
- Psychiatric drug promotion and the politics of neoliberalism Архивная копия от 22 апреля 2016 на Wayback Machine — an article by Joanna Moncrieff in British Journal of Psychiatry (2006, Vol. 188).